# 塞巴斯蒂奥·拉扎罗尼

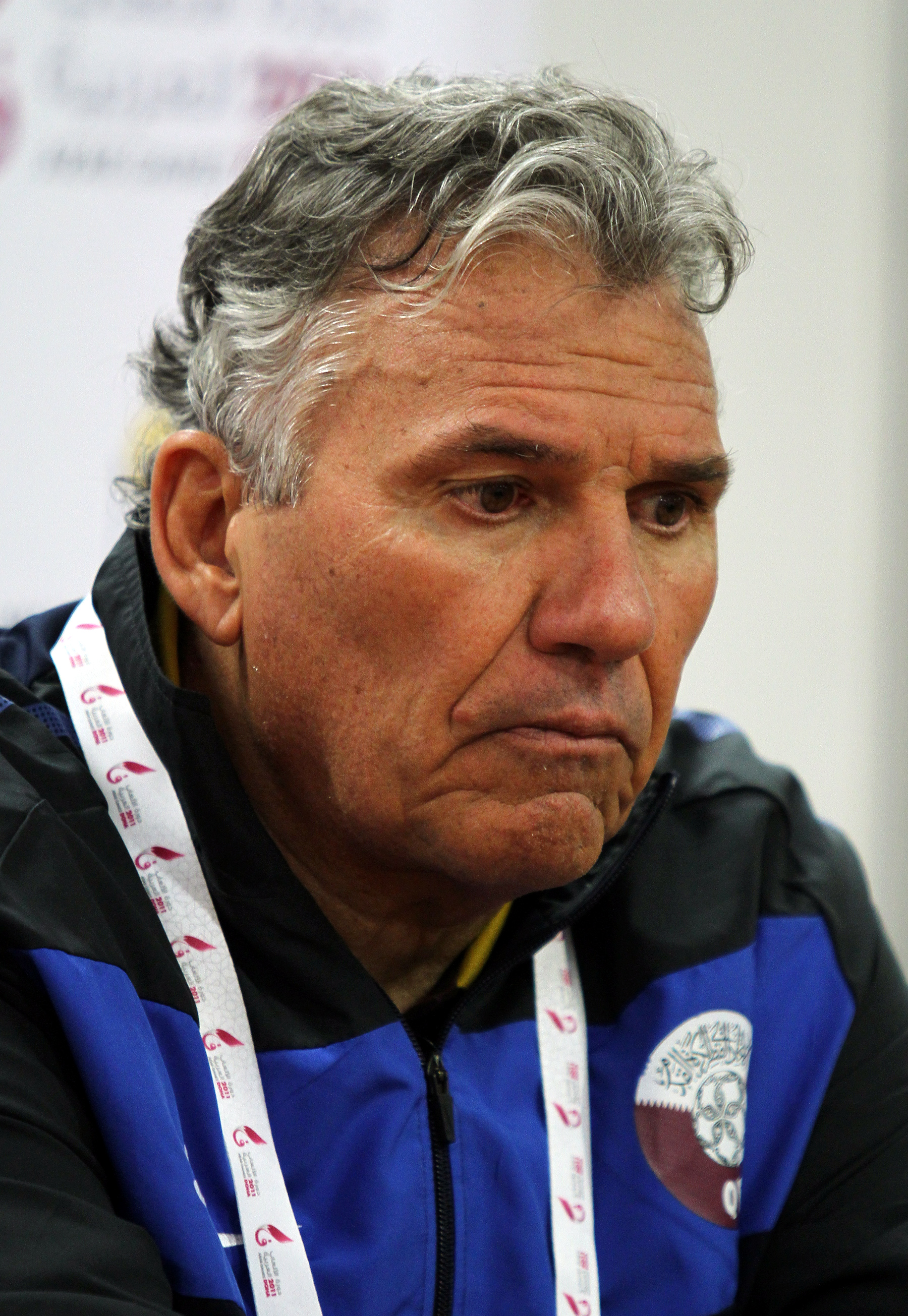
塞巴斯蒂奧·拉沙朗尼

塞巴斯蒂奥·拉扎罗尼（Sebastião Lazaroni，1950年9月25日—），是一名巴西足球主教练。

## 执教生涯
拉扎罗尼最高荣誉是曾经率领巴西国家足球队参加1990年世界杯足球赛，其麾下有卡雷卡、邓加、罗马里奥、贝贝托、尤尔金霍、塔法雷尔等一大批世界著名球星，在小组赛中三战三捷，不过小组出线后却立即遭遇马拉多纳率领的阿根廷而被淘汰。
1999年，拉扎罗尼成为中国足球甲A联赛上海申花的主帅，这也是中国足球历史上第一位曾经率领世界顶级球队征战世界杯赛事的主教练。但是拉扎罗尼却成为申花历史上众多外籍主帅中口碑最差的一个，除了后来将自己踢业余足球的儿子加入申花队训练的惊人之举外，还被体育记者认为不尊重中国足球，被球员认为是“伪劣产品”，甚至因为辱骂申花领队戴春华几乎导致当时的助理教练、后来率领申花夺得联赛冠军的吴金贵出手打人。